# 羅東林業文化園區
24°41′03″N 121°46′17″E / 24.684096°N 121.771364°E

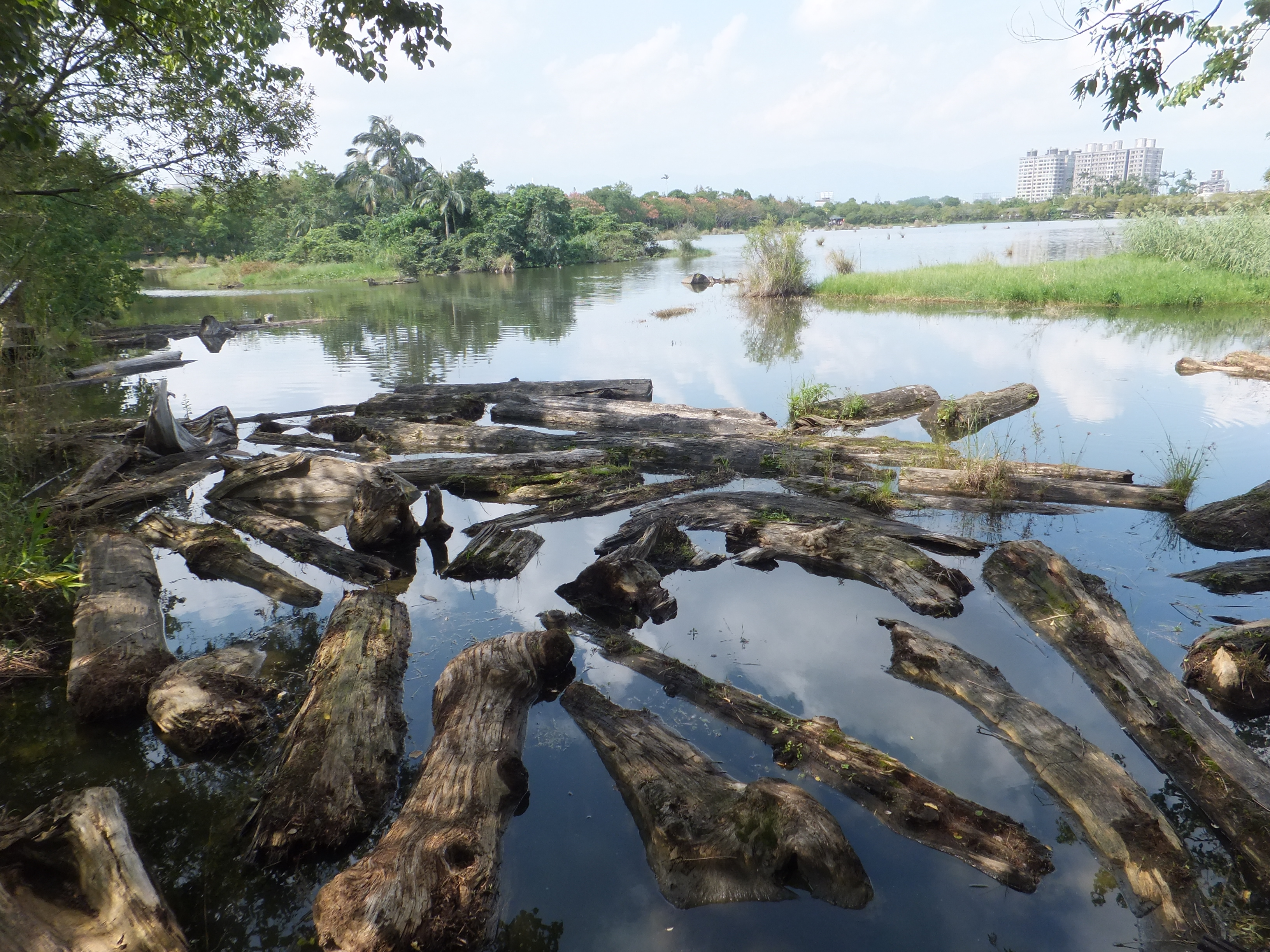
松羅埤

羅東林業文化園區，原名羅東林場，是位於台灣宜蘭縣羅東鎮的林業展示園區。佔地約20公頃，為農業部林業及自然保育署宜蘭分署所在地，並設有羅東自然教育中心。

## 歷史

### 日治時代
1916年，為儲存太平山林場木材，將羅東的松羅埤當作貯木池。因當地人將檢木叫「松羅」，故有此名。1924年，羅東森林鐵路完成後，松羅埤一帶成為木材集散區，也就是羅東林場。

### 國民政府時代
太平山林場持續經營直到1982年結束砍伐作業。2004年，林務局於羅東林場規劃羅東林業文化園區，重現太平山林業及羅東鎮發展的林業歷史。2014年，羅東林管處將整修園區內的三百公尺長的五分仔鐵道，讓蒸汽火車能在園區內短程行駛。

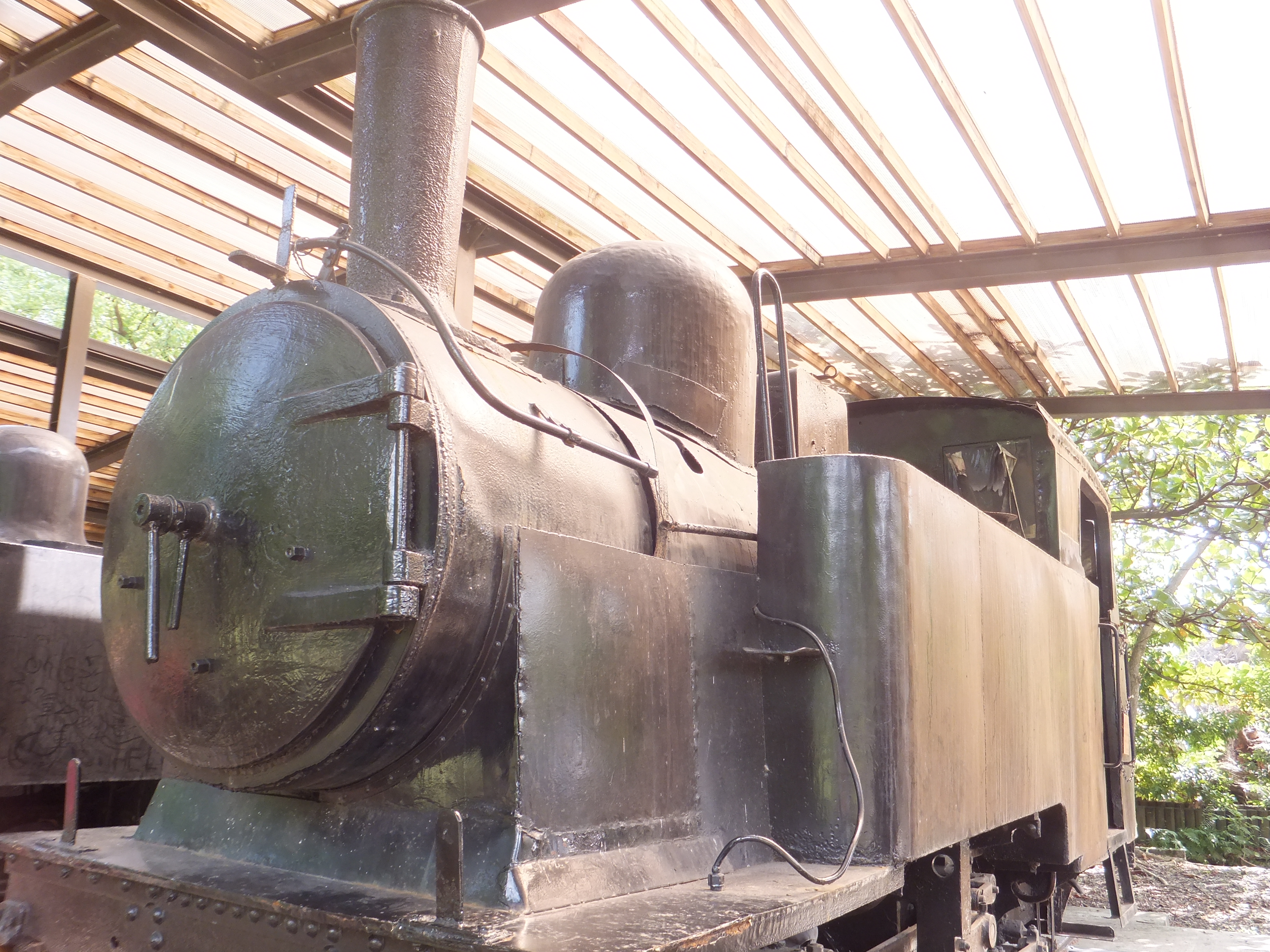
運材蒸汽火車頭

## 設施

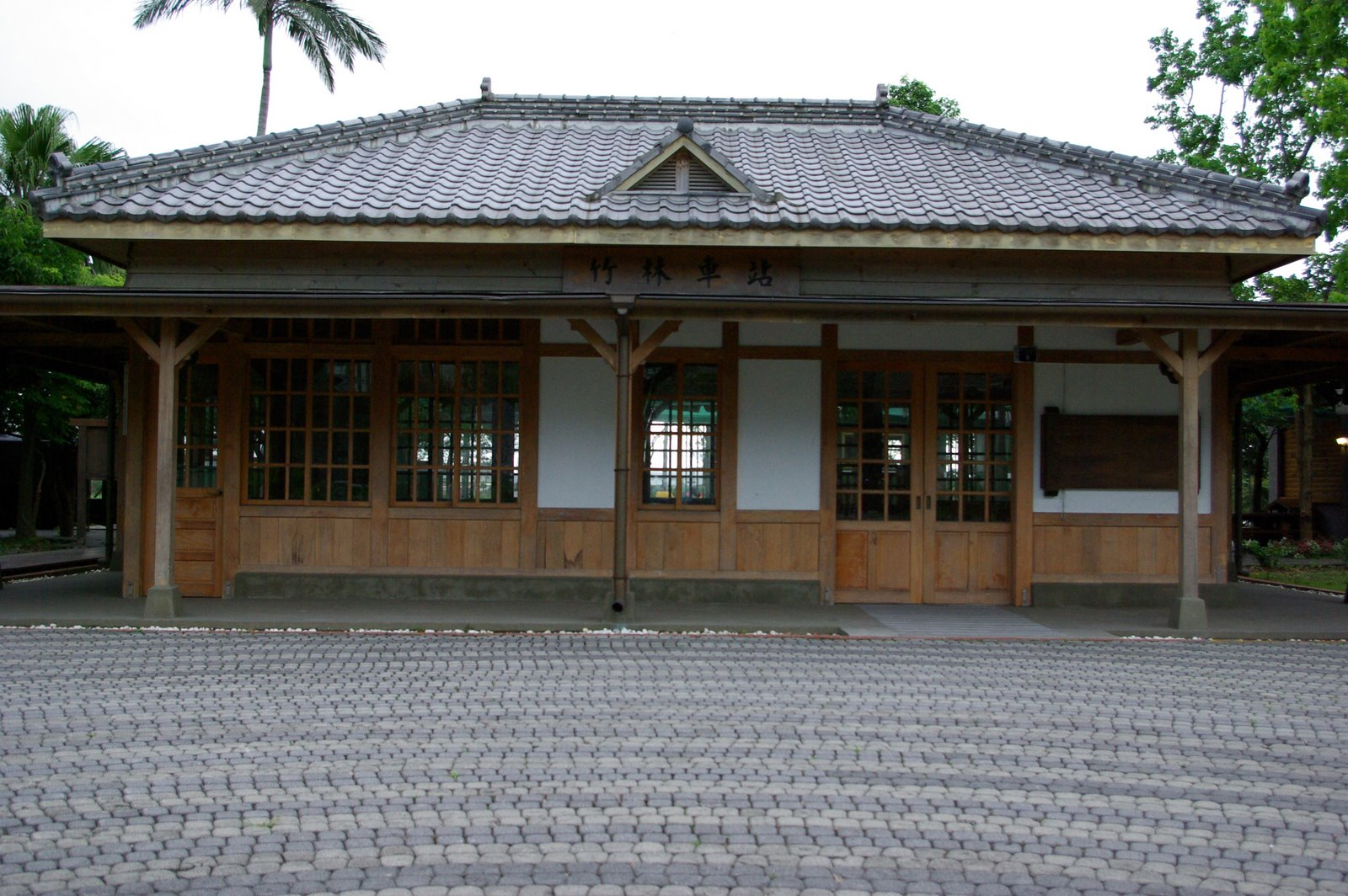
竹林車站站房

內有竹林車站、森林鐵路、生態池（松羅埤）、機槍堡、儲木場、百年舊書攤、自然教育中心、運材蒸汽火車頭展示區等。其中百年舊書攤，位於貯木池北側，原本是該管理處員工宿舍，內有林業、動物、植物、景觀、旅遊、童話等11大類書籍，也有19000筆林業相關的研究報告和論文，以及多部生態影片。

### 羅東自然教育中心
林務局為了推動環境教育，在其下轄的八個林區管理處分別設立了八個自然教育中心，羅東自然教育中心是於2008年成立的第二個自然教育中心，並於2012年通過行政院環保署的環境教育設施場所認證。

## 外部連結
- 羅東林區管理處處長宿舍-文化部文化資產局 （页面存档备份，存于）
- 羅東林區管理處礁溪工作站宿舍區-文化部文化資產局 （页面存档备份，存于）
- 羅東林區管理處碉堡(1)-文化部文化資產局 （页面存档备份，存于）
- 羅東林區管理處舊辦公室-文化部文化資產局 （页面存档备份，存于）
- 羅東林區管理處舊勞工俱樂部-文化部文化資產局 （页面存档备份，存于）
- 羅東林區管理處碉堡(2)-文化部文化資產局 （页面存档备份，存于）
- 羅東林區管理處貯木池區-文化部文化資產局 （页面存档备份，存于）
- 羅東林區管理處舊檢車庫-文化部文化資產局 （页面存档备份，存于）
- 農委會林務局-羅東自然教育中心 （页面存档备份，存于）
- 農委會林務局-羅東林業文化園區 （页面存档备份，存于）
- 羅東自然教育中心的Facebook專頁